# Abril (Album)
Abril (deutsch: „April“) ist ein Musikalbum der portugiesischen Sängerin Cristina Branco.
Es ist ein Tributealbum für den portugiesischen Sänger José Afonso (1929–1987), genannt Zeca. Der Albumtitel bezieht sich auf die Nelkenrevolution vom 25. April 1974, mit der José Afonso im kollektiven Gedächtnis Portugals nicht nur wegen seines Liedes Grândola, Vila Morena verbunden wird, sondern auch wegen einer Reihe weiterer Lieder, seiner Haltung, und wegen seines Engagements im Widerstand gegen die Estado-Novo-Diktatur.
Branco hatte bereits auf vorherigen Alben Lieder von José Afonso interpretiert, so Pombas gleich auf ihrem ersten Studioalbum (Murmúrios, 1999), oder zuletzt Era Um Redondo Vocabulário auf dem Vorgängeralbum (Ulisses, 2005).

## Musikstil
Stilistisch bewegt sich das Album zwischen Cristina Brancos Hauptstilrichtung Fado und Einflüssen von Folk, Jazz und Weltmusik. Trotz ihrer neuen, zurückhaltenden Neuinterpretationen orientiert sie sich damit an den Originalaufnahmen José Afonsos, dessen Werk sich zwischen Fado de Coimbra, Protestliedern in Mustern von Singer-Songwritern, und Einflüssen traditioneller afrikanischer Musik aus Mosambik, einer früheren portugiesischen Kolonie, in der er einige Zeit lebte und als Lehrer arbeitete, bewegt. Zusätzlich sind auf Abril teils deutliche Einflüsse von Jazz zu hören, während sich der Gesang Cristina Brancos hier ganz überwiegend an der Tradition des Lissabonner Fado orientiert.

## Hintergrund

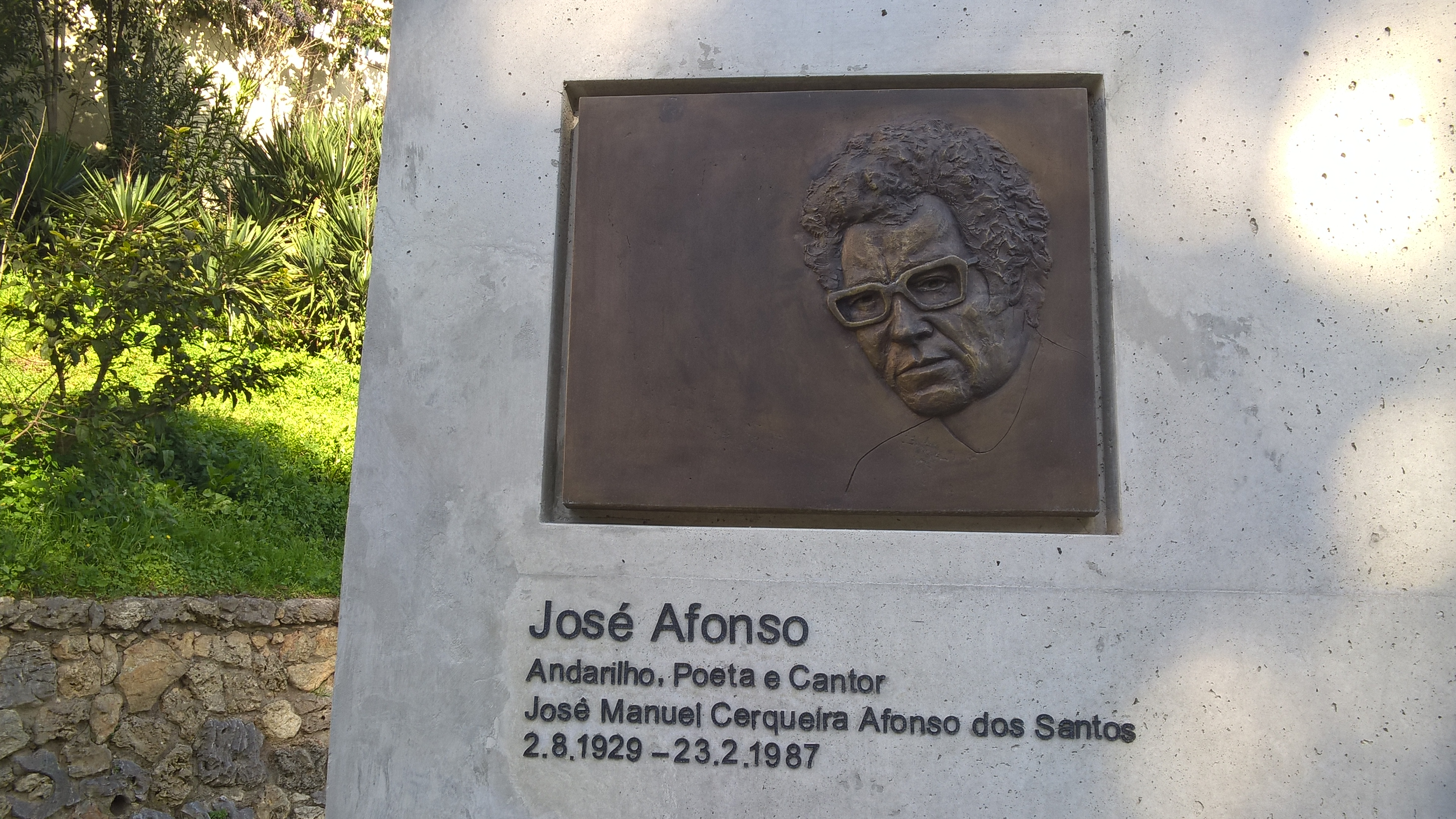
Denkmal für José Afonso in Lissabon. Cristina Brancos Album Abril erschien zum 20. Todestag des Sängers.

Das Album Abril erschien zum Gedenken an den 20. Todestag von José „Zeca“ Afonso. Darauf interpretierte Branco bekannte und weniger bekannte Lieder Zecas neu und spielte sie mit einer Reihe Gastmusiker ein. Zecas bekanntestes Lied, das als Lied der Nelkenrevolution bekannte und gelegentlich als zweite Nationalhymne bezeichnete Grândola, Vila Morena, spielte sie nicht neu ein. Ein Grund waren mehrere Neueinspielungen des Liedes im Rahmen von anderen Gedenkprojekten zum 20. Todestag, denen sie nicht noch eine weitere zufügen wollte, während es zahlreiche weitere bedeutende Lieder von ihm gibt, an die sie mit einer persönlichen Neuinterpretation erinnern möchte.
Im Tonstudio MB Estúdios in Canelas (im nordportugiesischen Kreis Vila Nova de Gaia, gegenüber Porto) von Mário Barreiros aufgenommen, gemischt und gemastert, erschien das Album 2007 als CD bei Universal Music Classics  France. Der CD lag ein ausführliches Booklet (Beiheft) mit Liner notes des Journalisten und Autors Viriato Teles, technischen Informationen und einem kleinen Kommentar und Danksagungen von Cristina Branco bei, alles dreisprachig Portugiesisch, Englisch und Französisch. Auf dem Cover und dem Backcover des Booklets ist je ein Porträtfoto der Sängerin, beide von Augusto Brázio aufgenommen.

„Without sentimentality or roundabout explanations, just as José Afonso was. [...] We´re not offering new revelations. Instead, a chance to remember. See you later, my friend!“

## Titelliste
| #   | Titel                   | Dauer |
| --- | ----------------------- | ----- |
| 1.  | Menino d´Oiro           | 4:58  |
| 2.  | Senhor Arcanjo          | 2:46  |
| 3.  | Maio maduro Maio        | 3:41  |
| 4.  | Canto Moço              | 2:18  |
| 5.  | Avenida de Angola       | 5:04  |
| 6.  | No comboio descendente  | 3:34  |
| 7.  | Ronda das Mafarricas    | 3:54  |
| 8.  | Canção de Embalar       | 4:33  |
| 9.  | Era um Redondo Vocábulo | 3:26  |
| 10. | A morte saiu à rua      | 4:28  |
| 11. | Cantigas do Maio        | 5:12  |
| 12. | Venham mais cinco       | 4:33  |
| 13. | Carta a Miguel Djédjé   | 3:06  |
| 14. | Os Índios da Meia-Praia | 5:15  |
| 15. | Coro da Primavera       | 5:59  |
| 16. | Chamaram-me cigano      | 2:19  |

## Mitwirkende

### Musiker
Folgende Gastmusiker spielten mit Cristina Branco das Album ein:
- Ricardo Dias: Piano, Fender Rhodes
- Mário Delgado: E-Gitarre, Akustische Gitarre, Dobro Gitarre
- Bernardo Moreira: Kontrabass
- Alexandre Frazão: Drums
- Special Guests: Coro dos Antigos Orfeonista da Universidade de Coimbra auf Coro da Primavera

Eingeladene Musiker:
- João Moreira: Trompete auf den Stücken Nr. 7, 8, 11, 12, 14 und 15
- Quiné: Perkussion auf den Stücken Nr. 2, 5, 7, 8, 9, 12, 13, 14 und 15
- Ricardo Dias: Gesang auf den Stücken 1 und 12

### Technik
- Arrangements: Ricardo J. Dias, außer bei Senhor Arcanjo (João Paulo Esteves da Silva, in Zusammenarbeit mit Alexandre Frazão, Bernardo Moreira und Mário Delgado)
- Aufnahme, Mischung, Mastering: Mário Barreiros
- Studioassistent: Ricardo Fonseca
- Produzent: Yann Ollivier

## Rezeption

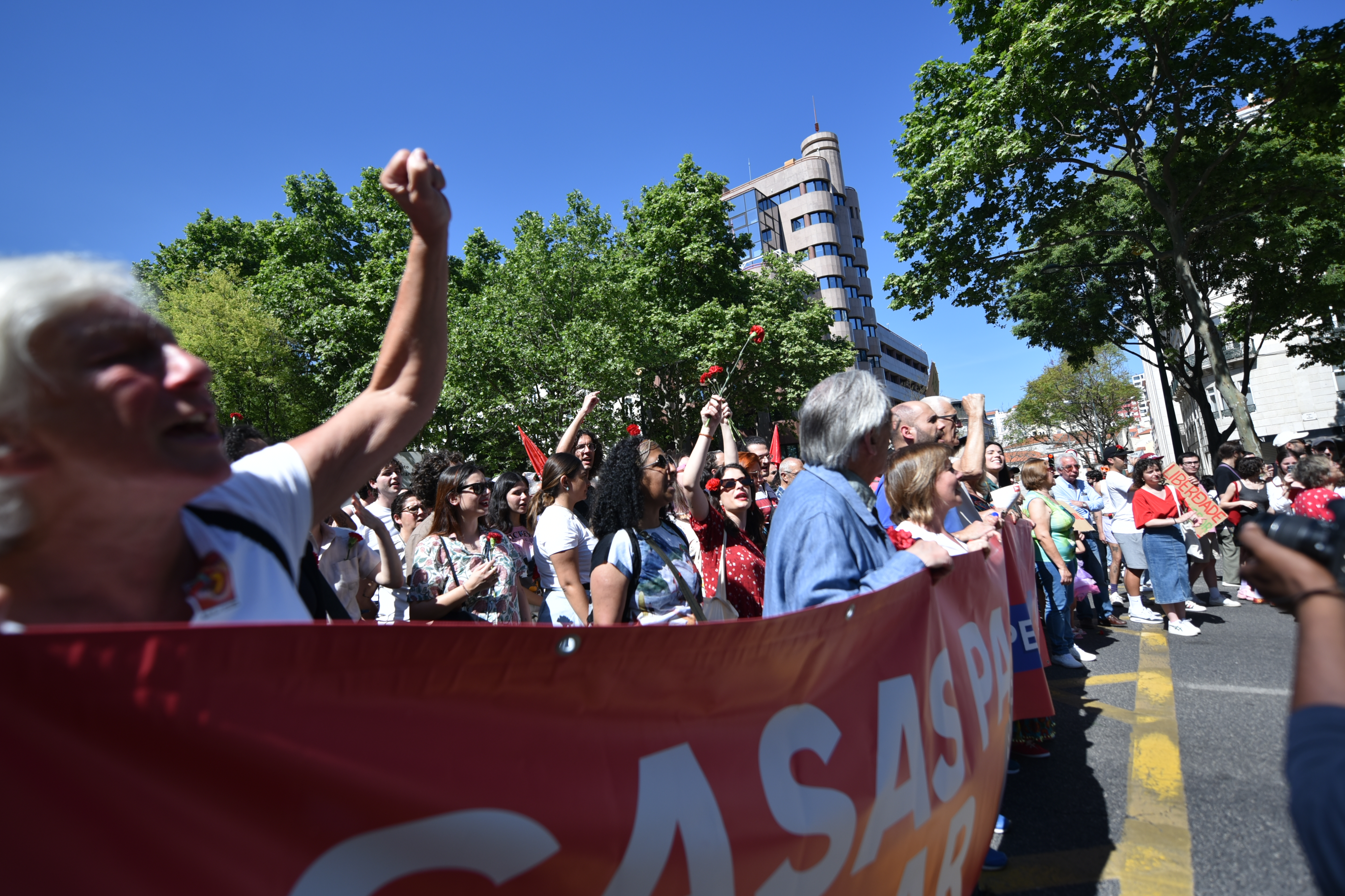
Jährliche Großdemo auf der Avenida da Liberdade (Lissabon) zum Jahrestag der Nelkenrevolution: zum 50. Jubiläum des 25. April 1974 ging Cristina Branco mit ihrem Album Abril erneut auf Tour.

Abril erschien 2007 weltweit über Universal Music Classics France und in den Niederlanden über Universal Music B.V. Das ausschließlich als CD veröffentlichte Werk hielt sich 26 Wochen in den portugiesischen Charts, mit dem 26. Platz als höchster Notierung. Auch in Frankreich (3 Wochen, höchster Platz: 133) und den Niederlanden (2 Wochen, höchster Platz: 87) erreichte das Album die Charts.
Damit erreichte das Album nicht den Erfolg, den andere Alben Cristina Brancos erreichten, mit ihren 2. und 3. Plätzen als Höchstnotierungen in Portugal. Bei Freunden des Werks Zeca Afonsos und ähnlicher Musik in Portugal blieb es aber in guter Erinnerung, so dass Cristina Branco 2024, zum 50. Jahrestag der Nelkenrevolution, erneut mit dem Album auf eine beachtete Tournee ging, die sie auch durch Konzertorte wie dem Teatro São Luiz in Lissabon führte.